# Kanakubo Sai
Kanakubo Sai (金久保 彩, sinh ngày 11 tháng 1 năm 1989) là một cầu thủ bóng đá người Nhật Bản hiện tại thi đấu cho Nara Club.

## Thống kê câu lạc bộ
Cập nhật đến ngày 23 tháng 2 năm 2018.
| Thành tích câu lạc bộ | Thành tích câu lạc bộ | Thành tích câu lạc bộ | Giải vô địch | Giải vô địch | Cúp                   | Cúp                   | Khác    | Khác      | Tổng cộng | Tổng cộng |
| Mùa giải              | Câu lạc bộ            | Giải vô địch          | Số trận      | Bàn thắng    | Số trận               | Bàn thắng             | Số trận | Bàn thắng | Số trận   | Bàn thắng |
| Nhật Bản              | Nhật Bản              | Nhật Bản              | Giải vô địch | Giải vô địch | Cúp Hoàng đế Nhật Bản | Cúp Hoàng đế Nhật Bản |         |           | Tổng cộng | Tổng cộng |
| --------------------- | --------------------- | --------------------- | ------------ | ------------ | --------------------- | --------------------- | ------- | --------- | --------- | --------- |
| 2011                  | Mito Hollyhock        | J2 League             | 0            | 0            | 0                     | 0                     | -       | -         | 0         | 0         |
| 2012                  | Mito Hollyhock        | J2 League             | 3            | 0            | 0                     | 0                     | -       | -         | 3         | 0         |
| 2013                  | V-Varen Nagasaki      | J2 League             | 38           | 5            | 0                     | 0                     | 1       | 0         | 39        | 5         |
| 2014                  | V-Varen Nagasaki      | J2 League             | 5            | 2            | 0                     | 0                     | -       | -         | 5         | 2         |
| 2015                  | Nagano Parceiro       | J3 League             | 16           | 0            | 1                     | 0                     | -       | -         | 17        | 0         |
| 2016                  | Nagano Parceiro       | J3 League             | 1            | 0            | –                     | –                     | –       | –         | 1         | 0         |
| 2016                  | Kagoshima United FC   | J3 League             | 8            | 0            | 1                     | 0                     | –       | –         | 9         | 0         |
| 2017                  | Vanraure Hachinohe    | JFL                   | 24           | 5            | 2                     | 0                     | -       | -         | 26        | 5         |
| Tổng                  | Tổng                  | Tổng                  | 95           | 12           | 3                     | 0                     | 1       | 0         | 99        | 12        |